# Forum de Paris sur la paix
Le Forum de Paris sur la paix est une manifestation internationale portant sur les questions de gouvernance mondiale et de multilatéralisme, tenue chaque année à Paris, en France.
Le Forum présente ainsi son objet : « Dans un monde exigeant davantage d'action collective, le Forum de Paris sur la paix est une plateforme ouverte à celles et ceux qui cherchent à développer une coordination, des règles et des compétences pour répondre aux problèmes mondiaux. »
Ses trois principaux piliers d'activité comprennent des initiatives politiques et des activités de soutien de projets tout au long de l'année, couplées à un événement annuel en novembre, qui ont pour ambition affichée de :
1. Rassembler le monde : Chaque année, le Forum réunit chefs d'État et de gouvernement, dirigeants d'organisations internationales et des acteurs de la société civile (notamment des organisations non gouvernementales, sociétés privées, syndicats, groupes de réflexion, experts, journalistes, médias) des pays du Sud et du Nord pour améliorer la gouvernance mondiale.
2. Faire avancer des projets : Lors de son événement annuel et tout au long de l'année, le Forum de Paris sur la paix met en avant et accélère des solutions émergentes grâce à un accompagnement personnalisé en mettant en relation des porteurs de projets avec des décideurs, des praticiens et des organismes de financement. Depuis 2018, plus de 400 projets ont été présentés, dont 10 par an reçoivent un an de soutien personnalisé via le programme d'accompagnement du Forum.
3. Lancer et accompagner des initiatives : Le Forum s'appuie sur sa communauté de membres et de partenaires, ainsi que sur son accès privilégié à l'expertise et aux réseaux diplomatiques pour lancer et accélérer des initiatives multi-acteurs répondant aux défis mondiaux.

La première édition du Forum a eu lieu du 11 au 13 novembre 2018, à la grande halle de la Villette, en célébration du centenaire de l'armistice, sous la présidence de Pascal Lamy et la direction de Justin Vaïsse.

## Historique
Le Forum de Paris sur la paix est né du constat « qu'un monde mal gouverné serait rapidement un monde en guerre », tel qu'exprimé par Justin Vaïsse, alors président du Forum. Lors de la conférence des Ambassadeurs le 29 août 2017, le président de la République française Emmanuel Macron a soutenu qu'il ne fallait pas considérer la paix comme acquise, en évoquant entre autres les crises syrienne et ukrainienne. Compte tenu de ces développements, Il a appelé à des actions concrètes pour renforcer le multilatéralisme et maintenir la paix. Le 4 janvier 2018, le président Macron a annoncé la création du Forum de Paris sur la paix.

## Philosophie
Le Forum a pour but de célébrer le centenaire de l'armistice de 1918, ainsi que de « réfléchir ensemble, proposer des initiatives concrètes, réinventer le multilatéralisme et toutes les formes de coopération contemporaine ». Le président Macron et le président du Forum de l'époque Justin Vaïsse souhaitaient rassembler les acteurs de la gouvernance mondiale au sein d'un espace international et ouvert afin d'échanger, de débattre et d'élaborer des solutions concrètes. Un des éléments majeurs du Forum est la présentation de projets en provenance du monde entier. Chacun de ces projets propose une solution novatrice à une problématique précise.
Au dernier jour du Forum, 10 projets sont sélectionnés pour devenir des projets accompagnés. En tant que projets accompagnés, ils sont guidés et soutenus par le Forum de Paris sur la paix pendant une année complète.
Bien que le président de la République française soit à l'initiative du Forum, celui-ci reste indépendant, à la fois du point de vue de ses missions et de son financement. L'événement est financé par des partenaires non gouvernementaux ; et chacun d'entre eux ne peut contribuer au financement du Forum qu'à hauteur de 10 % des coûts totaux.

## Structure
Le Forum de Paris sur la paix est composé de trois organes de gouvernance distincts :
- Le conseil exécutif supervise et décide des activités globales du Forum. Il est composé de représentants de 9 membres ainsi que de personnes élues par l’assemblée générale parmi les membres de l’association : la Commission européenne, México Evalúa, le ministère de l'Europe et des Affaires étrangères (France), la Mo Ibrahim Foundation, le Research and Information System for Developing Countries (RIS), la Foreign Policy Community of Indonesia (FPCI), Open Society Foundations (OSF), le Réseau Aga Khan de développement (AKDN) et Microsoft. Ángel Gurría, ancien secrétaire général de l’OCDE assure la présidence du Conseil exécutif en sa qualité de président du Forum de Paris sur la paix[7].

- L'assemblée générale est composée des représentants de : l'Institut d'études politiques de Paris (Sciences Po), la Commission européenne, México Evalúa, le ministère de l'Europe et des Affaires étrangères (France), le ministère des Affaires étrangères (Allemagne), le ministère des Affaires étrangères (Espagne), la Mo Ibrahim Foundation, le Research and Information System for Developing Countries (RIS), la Foreign Policy Community of Indonesia (FPCI), Open Society Foundations (OSF), le Réseau Aga Khan de développement (AKDN), Microsoft, l'ambassade du Kenya en France et l'Université Mohammed VI Polytechnique[7].

- Le conseil d'orientation est composé d’experts de haut niveau spécialisés en gouvernance mondiale autour du monde. Il établit la stratégie du Forum[7].

Les activités du Forum sont aussi assurées par un secrétariat permanent, qui se situe à Paris et gère toutes les activités relatives à la réalisation de l'événement. Le secrétariat permanent est dirigé par Justin Vaïsse en sa qualité de directeur général, Fabienne Hara en tant que directrice générale adjointe et Karine Roche en tant que secrétaire général.

## Première édition (2018)

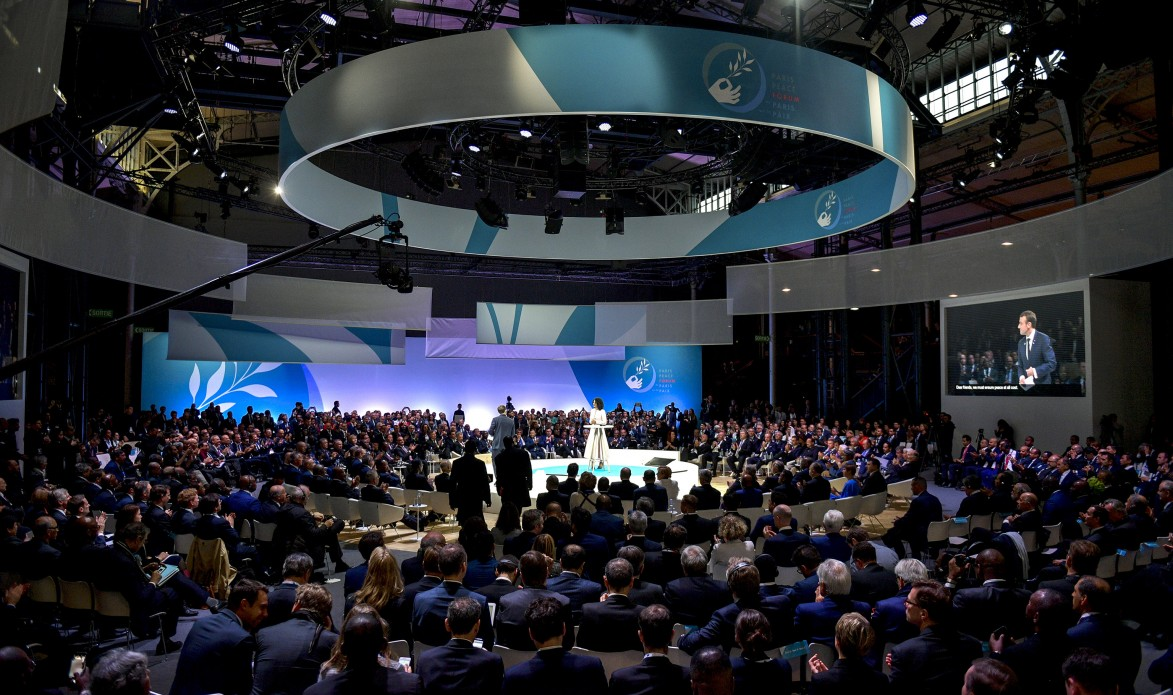
La première édition du Forum de Paris sur la paix en 2018

La première édition du Forum de Paris sur la paix a eu lieu du 11 au 13 novembre 2018, et a accueilli 65 chefs d'État et de gouvernement. Durant les trois jours du Forum, 120 projets de gouvernance mondiale furent présentés devant 6 000 visiteurs uniques. Parmi les participants du Forum figurèrent Vladimir Poutine, président de la fédération de Russie, Justin Trudeau, Premier ministre canadien et Nadia Murad, lauréate du prix Nobel de la paix en 2018. La chancelière allemande Angela Merkel et le secrétaire général des Nations unies António Guterres ont tenu des discours d'ouverture, tout comme le président de la République française, Emmanuel Macron. Pendant son discours, Guterres a comparé l'atmosphère politique de 2018 à celle qui régnait avant la Première Guerre mondiale et pendant l'entre-deux-guerres. Des remarques dont la chancelière Merkel se fit écho dans son discours, soulignant aussi que les courants nationalistes et populistes menaçaient la paix en Europe,. L'absence du président des États-Unis Donald Trump à cette première édition du Forum fut remarquée, d'autant plus qu'il était présent à Paris le 11 novembre au matin dans le cadre de la commémoration de l'armistice de 1918 sur les Champs-Élysées.

### Centenaire de l'armistice de 1918
La commémoration de l'armistice de 1918 a servi de fil rouge durant les trois jours du Forum. En effet, le président Macron avait exprimé le souhait que le Forum engendre des propositions de multilatéralisme concrètes, afin d'éviter que la situation géopolitique actuelle aboutisse à une crise du même ordre que la Première Guerre mondiale. Il a été noté à plusieurs reprises qu'il était important de commémorer l'armistice de 1918 justement en raison des similitudes entre la situation des années 1930 et le contexte actuel. À l'instar des remarques d'António Guterres, Justin Vaïsse a ainsi souligné les ressemblances entre les deux époques, et notamment la crise économique, la fermeture progressive des frontières, les guerres commerciales, la migration et les réfugiés, ainsi que la résurgence des mouvements populistes et nationalistes.

### Thématiques et formats
Le programme de l'événement s'étendait sur trois jours et proposait divers formats de sessions dont des débats, des tables rondes, des master class, des ateliers, des présentations de projets, ainsi qu'un hackathon qui a vu des développeurs travailler sur des programmes de transparence des données financières. Grâce à Braindate, l'outil de mise en relation créé par e180, de nombreuses sessions d'échange et de débat en tête-à-tête ou en petits groupes ont aussi eu lieu pendant le Forum.
La Bibliothèque de la paix fut érigée au centre de la grande halle de la Villette. Chaque chef d'État ou de gouvernement était invité à déposer, sur cette structure en forme d'arbre, un livre de leur pays symbolisant à leurs yeux la paix et la coopération internationale.
Le Forum avait pour thème principal le multilatéralisme et plus particulièrement son importance et ses faiblesses. Le président de la république du Niger, Mahamadou Issoufou a pointé du doigt un multilatéralisme à deux vitesses, disant que les chefs d'État et de gouvernement africains n'ont que peu de résonance sur la scène internationale, malgré l'importance des dossiers africains dans les stratégies des institutions internationales. D'autres thématiques ont aussi été abordées pendant le Forum, et parmi elles les inégalités sociales, avec des interventions de Guy Rider, Lise Kingo et Jeffrey Sachs, ainsi que le rôle des villes dans la lutte contre le changement climatique avec les contributions d'experts tels que Laurence Tubiana et Hindou Oumarou Ibrahim qui a parlé des effets du changement climatique au Sahel. Le Forum a aussi accueilli la présentation de la Déclaration internationale sur l’information et la démocratie de Reporters sans frontières, en présence des chefs d'État et de gouvernement du Burkina Faso, du Canada, du Costa Rica, du Danemark, de la France, de la Lettonie, du Liban, de la Lituanie, de la Norvège, du Sénégal, de la Suisse et de la Tunisie.

### L'appel de Paris
51 pays, 130 entreprises ainsi que 90 universités et ONG ont signé « l'appel de Paris 2018 pour la confiance et la sécurité dans le cyberespace », une déclaration non contraignante à l'initiative du président Macron, qui réclame plus de protection contre les cyberattaques. Cet appel a pour but de protéger les civils, d’empêcher des tierces parties de perturber des élections, de défendre la propriété intellectuelle, etc. Les États-Unis font partie des quelques pays occidentaux à avoir refusé de signer cette déclaration. L'appel de Paris a été comparé aux conventions de Genève des droits numériques et reconnu comme étant une avancée démocratique importante. Dans un article du New York Times, le président de Microsoft, Brad Smith, a ainsi remarqué que « la plupart des démocraties mondiales se mobilisent autour du besoin de protéger toutes les démocraties contre le risque de cyberattaques ».

### Projets
Pendant les trois jours du Forum, 120 projets proposant des solutions concrètes à des problématiques de gouvernance mondiale ont été présentés. Ceux-ci s'inscrivaient dans une des catégories suivantes : paix & sécurité, développement, économie inclusive, nouvelles technologies et environnement. De ces 120 projets, 10 furent sélectionnés pour être soutenus par le Forum pendant un an.

### Participants
| Afrique | Afrique                                                                                        |
| --- | ---------------------------------------------------------------------------------------------- |
| Ahmed Ouyahia - Premier ministre algérien                                                                                     | Fayez el-Sarraj - président du Conseil présidentiel de l'État de Libye                         |
| Roch Marc Christian Kaboré - président du Burkina Faso                                                                        | Ibrahim Boubacar Keïta - président de la république du Mali                                    |
| Faustin-Archange Touadéra - président de la République centrafricaine                                                         | Mohamed Ould Abdel Aziz - président de la république islamique de Mauritanie                   |
| Azali Assoumani - président de l'Union des Comores                                                                            | Mahamadou Issoufou - président de la republique du Niger                                       |
| Denis Sassou-Nguesso - president de la république du Congo                                                                    | Muhammadu Buhari - président de la république fédérale du Nigeria                              |
| Alassane Ouattara - président de la république de Côte d'Ivoire                                                               | Paul Kagame - président de la république du Rwanda                                             |
| Ismaïl Omar Guelleh - président de la république de Djibouti                                                                  | Macky Sall - président de la république du Sénégal                                             |
| Alpha Condé - président de la république de Guinée                                                                            | Danny Faure - président de la république des Seychelles                                        |
| Uhuru Kenyatta - président de la république du Kenya                                                                          | Idriss Déby - président de la république du Tchad                                              |
| George Weah - président de la république du Liberia                                                                           | Béji Caïd Essebsi - ancien président de la République tunisienne                               |
| Ameriques |                                                                                                |
| Justin Trudeau - premier ministre du Canada                                                                                   |                                                                                                |
| Carlos Alvarado - président de la république du Costa Rica                                                                    |                                                                                                |
| Iván Duque Márquez - président de la république de Colombie                                                                   |                                                                                                |
| Asie |                                                                                                |
| Nikol Pashinyan - Premier ministre d’Arménie                                                                                  | Rami Hamdallah - Premier ministre de l'Autorité nationale palestinienne                        |
| Guiorgui Margvelachvili - président de la Géorgie                                                                             | Cheikh Tamim ben Hamad al Thani - émir du Qatar                                                |
| Saad Hariri - président du Conseil des ministres libanais                                                                     | Shukurjon Zuhurov - président de l'assemblée des représentants du Tadjikistan                  |
| Venkaiah Naidu - vice-président de l'Inde                                                                                     | Prayut Chan-o-cha - Premier ministre de Thaïlande                                              |
| Europe |                                                                                                |
| Ilir Meta - président de la république de l'Albanie                                                                           | Gjorge Ivanov - président de la république de Macédoine du Nord                                |
| Alexander Van der Bellen - président fédéral d'Autriche                                                                       | Igor Dodon - président de la république de Moldavie                                            |
| Bakir Izetbegović - président du collège présidentiel de Bosnie Herzégovine                                                   | Albert II - prince de Monaco                                                                   |
| Roumen Radev - président de la république de Bulgarie                                                                         | Milo Đukanović - président du Monténégro                                                       |
| Kolinda Grabar-Kitarović - présidente de la république de Croatie                                                             | Stef Blok - ministre des Affaires étrangères néerlandais                                       |
| Andrej Babiš - Premier ministre de la République tchèque                                                                      | Erna Solberg - Première ministre de Norvège                                                    |
| Lars Løkke Rasmussen - Premier ministre du Danemark                                                                           | Marcelo Rebelo de Sousa - président de la République portugaise                                |
| Kersti Kaljulaid - président de la république d'Estonie                                                                       | Klaus Iohannis - président de la Roumanie                                                      |
| Sauli Niinistö - président de la république de Finlande                                                                       | Vladimir Poutine - président de la fédération de Russie                                        |
| Emmanuel Macron - président de la République française                                                                        | Aleksandar Vučić - président de la république de Serbie                                        |
| Angela Merkel - chancelière fédérale d'Allemagne                                                                              | Andrej Kiska - président de la République slovaque                                             |
| Aléxis Tsípras - Premier ministre de Grèce                                                                                    | Borut Pahor - président de la république de Slovénie                                           |
| Cardinal Pietro Parolin - secrétaire d'État du Saint-Siège                                                                    | Pedro Sánchez - président du gouvernement d'Espagne                                            |
| Guðni Th. Jóhannesson - président de la république d'Islande                                                                  | Stefan Löfven - Premier ministre de Suède                                                      |
| Sergio Mattarella - président de la République italienne                                                                      | Alain Berset - président de la Confédération suisse                                            |
| Hashim Thaçi - président de la république du Kosovo                                                                           | Petro Porochenko - président d'Ukraine                                                         |
| Xavier Bettel - Premier ministre luxembourgeois                                                                               |                                                                                                |
| Océanie |                                                                                                |
| Sir Peter Cosgrove - gouverneur général d'Australie                                                                           |                                                                                                |
| Tallis Obed Moses - président de la république du Vanuatu Ratu Epeli Nailatikau - ancien président de la république des Fidji |                                                                                                |
| Organisations internationales                                                                                                 |                                                                                                |
| Moussa Faki - président de la Commission de l'Union africaine                                                                 | António Guterres - secrétaire général des Nations unies                                        |
| Thorbjørn Jagland - secrétaire général du Conseil de l'Europe                                                                 | María Fernanda Espinosa - présidente de l'Assemblée générale des Nations unies                 |
| Guy Ryder - directeur général de l'Organisation internationale du Travail                                                     | Audrey Azoulay - directrice générale de l'UNESCO                                               |
| Christine Lagarde - directrice générale du Fonds monétaire international                                                      | Paolo Artini - représentant du Haut Commissariat des Nations unies pour les réfugiés en France |
| Jens Stoltenberg - secrétaire général de l'OTAN                                                                               | Jim Yong Kim - président de la Banque mondiale                                                 |
| José Ángel Gurría - secrétaire général de l'OCDE                                                                              | Roberto Azevêdo - directeur général de l'Organisation mondiale du commerce                     |

### Critiques
À la suite du meurtre du journaliste Jamal Kashoggi et au vu du conflit au Yémen qui perdure, le Forum de Paris sur la paix a été critiqué pour son invitation de l'Arabie saoudite. D'autres points, notamment concernant les ventes d'armes effectuées par la France ainsi que sa force de frappe nucléaire, ont amené des critiques à remettre en question l'objectif du Forum, perçu comme outil de communication plutôt qu'un sommet international de la paix au contenu substantiel,.
Le financement de l'événement a lui aussi été critiqué, notamment en raison du soutien financier de géants du numérique tels que Google et Microsoft.
L'homogénéité des débats du Forum a été mise en cause. En effet, ceux-ci étaient perçus comme étant réservés à une élite mondiale partageant la même opinion, excluant ainsi toute opinion opposée au multilatéralisme.

## Deuxième édition (2019)
La deuxième édition du Forum de Paris pour la paix s'est tenue du 11 au 13 novembre à la grande halle de la Villette, sous la présidence de Pascal Lamy, précédemment président du conseil d’orientation du Forum, et avec Justin Vaïsse en tant que directeur général. Le Forum de Paris sur la paix 2019 a réuni 7 000 participants de 164 nationalités différentes. 33 chefs d'État et de gouvernement étaient présents, avec des délégations officielles de 140 pays. 318 chefs de projet représentant 114 solutions de gouvernance du monde entier se sont réunis dans l'espace de solutions du Forum.
Le secrétaire général des Nations unies, António Guterres, la maire de Paris, Anne Hidalgo, et le président du Forum de Paris sur la paix, Pascal Lamy, se sont exprimés lors du cocktail d'ouverture le 11 novembre. António Guterres a notamment évoqué les principaux défis mondiaux de notre époque, en distinguant cinq risques: une polarisation économique et géostratégique, une rupture du contrat social causée par la montée des inégalités et des protestations, la perte de solidarité entre les communautés et la montée de la haine comme outil politique, la dégradation environnementale et la crise climatique, et enfin, le risque posé par une utilisation non maîtrisée des outils technologiques.
La cérémonie d'ouverture officielle a eu lieu le 12 novembre. Durant celle-ci, le président de la République française, Emmanuel Macron, la présidente de la Commission européenne, Ursula Von der Leyen, le président de la république démocratique du Congo, Félix Tshisekedi, et le vice-président de la république populaire de Chine, Wang Qishan ont prononcé des discours.

### Formats et thèmes
La deuxième édition du Forum de Paris sur la paix a accueilli un certain nombre d'activités et de formats nouveaux, tels que les PeaceGames, organisés par Foreign Policy et la Körber-Stiftung. Un PeaceGame rassemble des participants autour d’une simulation visant à élaborer un scénario de sortie de crise via des solutions concrètes.
Parmi les autres formats auxquels les participants ont pu assister, les « 20 questions au monde », et Braindates organisés par e180 ont été particulièrement bien accueillis.
Pour cette deuxième édition, la Bibliothèque de la Paix de l'an dernier, qui a rassemblé des livres donnés par des participants de haut niveau, a pris la forme d'un Globe de la Paix où les dirigeants mondiaux ont eu l’opportunité de laisser un objet de leur pays symbolisant la paix.

### Initiatives structurantes
Neuf initiatives ont été lancées et développées lors de la deuxième édition du Forum de Paris sur la paix. Il s'agit notamment de B4IG, qui a débuté lors du sommet du G7 à Biarritz et qui est piloté par Emmanuel Macron, l'OCDE et Danone, et qui vise à réunir les entreprises pour une croissance inclusive. L'Alliance pour le multilatéralisme, lancée en avril 2019 par les ministres français et allemand des Affaires étrangères, a tenu une session sur la gouvernance de la sphère numérique, modérée par le ministre français des Affaires étrangères, Jean-Yves Le Drian. Parmi les autres initiatives figurent aussi l'inauguration du Forum sur l'information et la démocratie de Reporters sans frontières et le lancement de la Coalition indienne pour une infrastructure résiliente aux catastrophes, sous l'impulsion du Premier ministre indien Narendra Modi.

### Participants
33 chefs d'État et 8 chefs d'organisations internationales ont participé au Forum de Paris sur la paix en 2019.
| Afrique | Afrique                                                                                       |
| --- | --------------------------------------------------------------------------------------------- |
| Angelina Matsie Motshekga - ministre de l'Éducation de l'Afrique du Sud                                            | Carolina Cerqueira - ministre de la Culture de l'Angola                                       |
| Moumina Chériff Sy - ministre de la Défense du Burkina Faso                                                        | Paul Biya - président du Cameroun                                                             |
| Luis Filipe Tavares - ministre des Affaires étrangères du Cap-Vert                                                 | Faustin-Archange Touadéra - président de la République centrafricaine                         |
| Azali Assoumani - président de l'union des Comores                                                                 | Jean-Claude Gakosso - ministre des Affaires étrangères de la république du Congo              |
| Félix Tshisekedi - président de la république démocratique du Congo                                                | Willy Kitobo Samsoni - ministre des Mines de la république démocratique du Congo              |
| Nene Nkulu Ilunga - ministre du Commerce et de la protection sociale de la république démocratique du Congo        | Jeannot Ahoussou-Kouadio - président du Sénat de Côte d'Ivoire                                |
| Ismaïl Omar Guelleh - président de la république de Djibouti                                                       | Alain Claude Bilie-By-Nze - ministre des Affaires étrangères du Gabon                         |
| Teodoro Obiang - président de la Guinée équatoriale                                                                | George Weah - président du Liberia                                                            |
| Christian Ntsay - Premier ministre de Madagascar                                                                   | Nasser Bourita - ministre des Affaires étrangères du Maroc                                    |
| Ismail Ould Cheikh Ahmed - ministre des Affaires étrangères de Mauritanie                                          | Ibrahim Boubacar Keïta - président de la république du Mali                                   |
| Mahamadou Issoufou - président de la république du Niger                                                           | Sidiki Kaba - ministre de la Défense du Sénégal                                               |
| Julius Maada Bio - président de la Sierra Leone                                                                    | Hassan Ali Khayre - Premier ministre de la Somalie                                            |
| Youssef Chahed - Premier ministre de Tunisie                                                                       |                                                                                               |
| Amériques |                                                                                               |
| Alpidio Alonso Grau - ministre de la Culture de Cuba                                                               |                                                                                               |
| Oscar Hugo Lopez - ministre de l'Éducation du Guatemala                                                            |                                                                                               |
| Martha Delgado - secrétaire d’État aux Affaires multilatérales et aux Droits de l’homme du Mexique                 |                                                                                               |
| Félix Ulloa - vice-président du Salvador                                                                           |                                                                                               |
| Asie |                                                                                               |
| Gyi Myo Thein - ministre de l’Éducation de Birmanie                                                                | Hor Namhong - vice-Premier ministre du gouvernement royal du Cambodge                         |
| Wang Qishan - vice-président de la Chine                                                                           | Kim Joon Hyung - chancelier de la Korea National Diplomatic Academy de Corée du Sud           |
| Noura Al Kaabi - ministre de la Culture des Émirats arabes unis                                                    | Subrahmanyam Jaishankar - ministre des Affaires étrangères de l'Inde                          |
| Riyad Al-Maliki - ministre des Affaires étrangères de l'Autorité palestinienne                                     | Carlito Galvez - conseiller du président sur le processus de paix des Philippines             |
| Salah Ghanim N.A. Al-Maadheed - ministre de la Culture et du Sport du Qatar                                        | Tharman Shanmugaratnam - ministre d'État de Singapour                                         |
| Grace Fu - ministre de la Culture, des Communautés et de la Jeunesse de Singapour                                  | Emomali Rahmon - président du Tadjikistan                                                     |
| Aknabat Atabayeve - vice-ministre de l'Éducation du Turkménistan                                                   | Hoai Trung Le - vice-ministre des Affaires étrangères du Vietnam                              |
| Europe |                                                                                               |
| Ilir Meta - président de la république de l'Albanie                                                                | Heiko Maas - ministre des Affaires étrangères d'Allemagne                                     |
| Xavier Espot Zamora - chef du gouvernement d'Andorre                                                               | Brigitte Bierlein - chancelière d'Autriche                                                    |
| Sophie Wilmès - Première ministre de Belgique                                                                      | Níkos Anastasiádis - président de Chypre                                                      |
| Jeppe Kofod - ministre des Affaires étrangères du Danemark                                                         | Kersti Kaljulaid - présidente d'Estonie                                                       |
| Pekka Haavisto - ministre des Affaires étrangères de Finlande                                                      | Emmanuel Macron - président de la République française                                        |
| Panagiotis Pikrammenos - vice-Premier ministre de Grèce                                                            | Hashim Thaçi - président de la république du Kosovo                                           |
| Egils Levits - président de Lettonie                                                                               | Linas Linkevičius - ministre des Affaires étrangères de Lituanie                              |
| Stevo Pendarovski - président de la Macédoine du Nord                                                              | Joseph Muscat - Premier ministre de Malte                                                     |
| Nikolai Astrup - ministre du Numérique de Norvège                                                                  | Stef Blok - ministre des Affaires étrangères des Pays-Bas                                     |
| Sergueï Lavrov - ministre des Affaires étrangères de Russie                                                        | Cardinal Paul Richard Gallagher - secrétaire pour les Relations avec les États du Saint-Siège |
| Aleksandar Vučić - président de la république de Serbie                                                            | Annika Söder - vice-ministre des Affaires étrangères de Suède                                 |
| Jon Albert Fanzun - envoyé spécial pour la politique étrangère et de sécurité relative au cyberespace de la Suisse | Aleš Chmelař - vice-ministre pour les Affaires européennes de République tchèque              |
| Autres |                                                                                               |
| Karim Aga Khan IV - chef spirituel des ismaéliens nizârites                                                        |                                                                                               |
| Organisations internationales                                                                                      |                                                                                               |
| António Guterres - secrétaire général des Nations unies                                                            | Tijjani Muhammad-Bande - présidente de l'Assemblée générale des Nations unies                 |
| Ursula von der Leyen - présidente de la Commission européenne                                                      | Bandar M. H. Hajjar - président de la Banque islamique de développement                       |
| Guy Ryder - directeur général de l'Organisation internationale du travail                                          | Stefania Giannini - sous-directrice générale pour l'Éducation de l'UNESCO                     |
| Peter Maurer - président du Comité international de la Croix-Rouge                                                 | Louise Mushikiwabo - secrétaire générale de l'OIF                                             |
| Catherine Cano - administratrice de l'OIF                                                                          | Gabriella Battaini-Dragoni - secrétaire générale adjointe du Conseil de l'Europe              |
| Koen Doens - directeur général d'EuropeAid                                                                         | Pierre Heilbronn - vice-président de la BERD                                                  |
| José Ángel Gurría - secrétaire général de l'OCDE                                                                   | Gabriela Ramos - directrice de cabinet de l'OCDE                                              |
| Alan Wolff - directeur général adjoint de l'OMC                                                                    | Mario Sander - directeur Europe à la Banque mondiale                                          |
| Thomas Greminger - secrétaire général de l'OSCE                                                                    |                                                                                               |

## Troisième édition (2020)
En raison de l'épidémie de Covid-19, le Forum de Paris sur la paix s’est tenu en format digital du 11 au 13 Novembre 2020 sur une plateforme numérique dédiée. 12 000 participants de 174 pays ont rejoint plus de 50 chefs d’État et de gouvernement ainsi que 29 organisations internationales.

### Avancées majeures
- Le Sommet finance en commun, qui a réuni 450 banques publiques de développement, dont la puissance financière représente plus de 10 % des investissements mondiaux. Ce sommet, le premier du genre, a donné lieu à une déclaration commune d’alignement des investissements sur les Objectifs de développement durable et les objectifs de l’accord de Paris.
- Une coalition d’États, d’organisations internationales et de fondations (Fondation Bill-et-Melinda-Gates, les gouvernements français et espagnol, la Commission européenne et d’autres acteurs) ont annoncé une contribution de 500 millions de dollars au dispositif pour accélérer l’accès aux outils de lutte contre le Covid-19 (Accélérateur ACT).
- Les dirigeants de l’ONU, du FMI, de l’Allemagne, de la France, du Sénégal et de l’Union européenne ont lancé une conversation internationale sur les principes qui doivent guider la relance après la pandémie. Cette discussion politique a ouvert la voie au « consensus de Paris » : les principes du monde d’après-crise devront s’appuyer sur une approche plus juste et plus durable.

## Quatrième édition (2021)
La quatrième édition du Forum de Paris sur la paix était dédiée à réduire les fractures mondiales. Elle a rassemblé les acteurs les plus importants de la gouvernance mondiale pour une édition hybride unique du 11 au 13 novembre afin de trouver des solutions concrètes aux énormes défis posés par la pandémie et de définir la voie d’une meilleure coordination en temps de Covid-19. Cette édition a réuni 16 000 participants, 1 400 représentants d’ONG et 45 chefs d’État, de gouvernement, et d’organisations internationales.
La cérémonie officielle, le 11 novembre, a rassemblé chefs d’État, de gouvernement et d’organisation internationale, dirigeants d’ONG et de multinationales, ainsi que plusieurs acteurs de la société civile, parmi lesquels le président de la République française Emmanuel Macron, la vice-présidente des États-Unis Kamala Harris, le président de la république fédérale du Nigeria Muhammadu Buhari, et la Première ministre de la république populaire du Bangladesh Sheikh Hasina étaient présents.
Lors de cette édition, l'assemblée générale du Forum de Paris sur la paix a élu son nouveau président, Ahmed ben Mohammed Al Jarwan, membre du Conseil national fédéral (FNC) des Émirats arabes unis et président du Conseil global pour la tolérance et la paix.

### Avancées majeures

#### Lancement de l'initiative «Net Zero Space»
À l’occasion du Forum de Paris sur la paix 2021, des acteurs du monde entier concernés par la soutenabilité à long terme de l’espace extra-atmosphérique ont lancé l’initiative « Net Zero Space ». Cette nouvelle initiative appelle à une utilisation durable de l’espace extra-atmosphérique au profit de l’ensemble de l’humanité d’ici 2030 en prenant des mesures concrètes pour relever le défi urgent de la réduction de la pollution de l’environnement orbital de la Terre.

#### Un appel à l'action international pour défendre les droits de l’enfant dans l’environnement numérique
Le Forum de Paris sur la paix a accueilli le lancement d’un Appel international pour défendre les droits de l’enfant dans l’environnement numérique. Le président français Emmanuel Macron avec l’UNICEF, ainsi que sept autres États, une dizaine d’organisations non-gouvernementales, et la plupart des grandes plateformes numériques (dont Amazon, Google, YouTube, Meta, Microsoft, Dailymotion, Qwant, Snap et Twitter) ont signé cet Appel et se sont engagés à travers des séries d’actions à permettre aux enfants d’employer les outils numériques en toute sécurité et de bénéficier de leur plein potentiel, sans être exposés à des abus.

#### Les États-Unis et l’Union européenne rejoignent l’appel de Paris pour la confiance et la sécurité dans le cyberespace
L’appel de Paris pour la confiance et la cybersécurité dans le cyberespace, lancé le 12 novembre 2018 lors du Forum de Paris sur la paix, est un appel à réagir ensemble face aux nouvelles menaces qui mettent en danger les citoyens et les infrastructures. Il s’articule autour de neuf principes communs de sécurisation du cyberespace, qui sont autant d’axes de réflexion et d’action.
L’appel de Paris invite tous les acteurs du cyberespace à collaborer et encourage les États à coopérer avec des partenaires du secteur privé, du monde de la recherche et de la société civile. Les 1 200 soutiens de l’appel de Paris (dont 80 États, plus de 700 entreprises et plus de 380 organisations de la société civile) s’engagent à travailler ensemble afin d’adopter des comportements responsables et de mettre en œuvre dans le cyberespace les principes fondamentaux qui s’appliquent dans le monde physique.
Dans le cadre de leur participation au Forum de Paris sur la paix de 2021, la vice-présidente Kamala Harris et la présidente Ursula von der Leyen ont annoncé la décision historique des États-Unis et de l’Union européenne de soutenir l’appel de Paris.

#### Un nouveau Fonds international pour les médias d'intérêt public afin de permettre le développement, la durabilité et l'indépendance des médias d'intérêt public
Lancé lors de la quatrième édition du Forum de Paris sur la paix, le Fonds international pour les médias d’intérêt public (International Fund for Public Interest Media – IFPIM) est une nouvelle initiative visant à assurer le changement nécessaire pour permettre le développement, la durabilité et l’indépendance des médias d’intérêt public, en particulier dans les contextes fragiles et les pays aux ressources limitées. Le Fonds est coprésidé par Maria Ressa, lauréate du prix Nobel de la paix 2021 et Mark Thompson, ancien PDG du New York Times.

#### Les forces armées de 22 pays s’engagent pour réduire leur impact sur le climat
Le Forum de Paris sur la paix a réuni 22 ministres de la Défense provenant de tous les continents autour de l’initiative « Changement climatique et forces armées ». Cette feuille de route, base d’une coalition qui va s’agrandir, vise à réduire les émissions des forces armées, atténuer les dommages, et renforcer la coopération entre États dans le processus d’adaptation des forces armées à l’impact du changement climatique.

## Cinquième édition (2022)
La cinquième édition se déroule les 11 et 12 novembre 2022, au palais Brongniart, et est consacrée à préserver la coopération mondiale en temps de guerre.
Le forum accueille notamment les présidents de Chypre, Roumanie, Serbie, Kosovo, Libéria, Géorgie, Macédoine du Nord, Argentine, ainsi que les premiers ministres du Kosovo et de l'Albanie.
La veille de cette cinquième édition, Emmanuel Macron annonce le lancement d'un « laboratoire pour la protection de l'enfance en ligne ». Pour cela, il réunit plusieurs acteurs internationaux.
Les cinq grands objectifs de cette édition sont les suivants: 
- « Éviter de laisser la guerre gagner » ;
- « Réduire les fractures du monde » ;
- « Offrir un espace de dialogue pour prévenir les conflits » ;
- « Réformer ou consolider les institutions internationales » ;
- « Mettre l'Amérique latine en avant ».

Avec cet évènement, une dizaine de projets doit être mise en place, dont la création d'un indice d'impunité environnementale en Amérique latine ou encore un programme d'inclusion des femmes au Moyen-Orient.
Une source diplomatique française indique notamment à l'AFP que « le forum pourrait être la dernière étape potentielle du processus de réconciliation vénézuelo-colombien, avec le concours de la France et la présence de Vénézuéliens ».

## Sixième édition (2023)
La sixième édition se déroule les 10 et 11 novembre 2023.

## Septième édition (2024)
La septième édition se déroule les 11 et 12 novembre 2024 avec le thème « À la recherche d'un ordre mondial qui fonctionne »,. Parmi les intervenants de cette édition, le Forum a accueilli Jean-Noël Barrot, Nataša Pirc Musar, Oleksandra Matviïtchouk, Ehud Olmert et Nasser al-Qidwa,,.